# El Camp de les Lloses
El Camp de les Lloses Tona (España); siglo II a. C.-siglo I a. C.

## Situación
El yacimiento arqueológico de El Camp de les Lloses se sitúa en el oeste del núcleo de la población de Tona (provincia de Barcelona, España), en un lugar ocupado en buena parte por viviendas, algunas de las cuales se asientan en la misma zona arqueológica. Los datos de los que disponemos permiten situarlo en el marco histórico del proceso de romanización de las tierras del noreste de la península ibérica. La romanización comportó la transformación de las estructuras organizativas indígenas, políticas, sociales, económicas, culturales e ideológicas en aquellas propias del mundo romano y fue un proceso largo y progresivo que duró casi tres siglos (II-I a. C. y I d. C.
En el marco de cambios que tendrá lugar a finales del siglo III a. C. y al principio del siglo II a. C. es cuando se funda El Camp de les Lloses. La elección del lugar donde se creó El Camp de les Lloses encuentra su explicación en razones de tipo geográfico y estratégico. El área de Tona se sitúa en la puerta de entrada de La Plana de Vic, en la divisoria de aguas entre el Ter y el Congost. En esta zona se encuentra el cruce de caminos que pone en contacto el macizo del Montseny con las comarcas occidentales a través de Collsuspina y de otro lado las comarcas costeras de El Maresme y de El Barcelonés con La Plana por el paso del Congost y de aquí hacia el Pirineo.
La elección del lugar ilustra además el cambio de orientación de algunos caminos que atravesaban la antigua Ausetania, resultado de la nueva situación político-administrativa. Se documenta un retroceso del uso de los caminos que seguían la ruta del Ter hacia al costa noreste, es decir hacia Emporión, a favor de la ruta del Congost más directa para comunicar con Tarraco, la antigua Cesse convertida en la capital de la provincia romana de la Citerior.

## Historia
Entre los años 120 y 110 a. C. se construyó en el área que nos ocupa un tramo de la vía romana más antigua conocida en la península ibérica: Se trata de la vía de penetración militar que comunicaba la región ultrapirenáica de la Galia con las tierras de la depresión central catalana y de aquí, después de atravesar las tierras ilergetes, posiblemente continuaría hacia la Celtibéria. Los miliarios testimonian que la vía fue diseñada por Mani Sergi, que fue gobernador de la provincia Hispania Citerior. Uno de los miliarios que llevan el nombre de Mani Sergi apareció cerca de la casa del Vilar, no muy lejos de El Camp de les Lloses, mientras que restos de la calzada romana se conservan hoy tapados en un camino cercano que va hacia Collsuspina.
El hallazgo fortuito en 1915 de una notable estela ibérica, que ahora se encuentra depositada en el Museo Episcopal de Vic, y el hallazgo de estructuras de poblamiento aparecidas con motivo de un desprendimiento de tierras en 1944, fueron la causa de unas primeras excavaciones hechas entre los años 1960 y 1972.
Las recientes excavaciones han puesto de manifiesto que el lugar fue habitado desde la época del Bronce Final, pero que tuvo su momento más importante a partir del siglo II a. C.

## Estructuras
Urbanísticamente todas las estructuras documentadas presentan una trama cuadricular estructurada a partir de dos ejes perpendiculares entre sí, y orientados norte-sur y este-oeste. A nivel arquitectónico se han identificado en la parcela 57-37-0, en el sector excavado más cercano a la calle Germana Victòria, diversos espacios anexos con funciones específicas. El conjunto de estructuras edílicias presenta una uniformidad constructiva: La parte inferior de los muros está hecha de piedra irregular, en seco. A partir de 120-130 centímetros de altura, el resto de los muros son de adobe grueso, encofrados de barro mezclado con piedrecitas y fibras vegetales. La cubierta sería de vigas de madera y paja.
De entre los ámbitos documentales cabe destacar un espacio de unos 100 metros cuadrados con cuatro divisiones internas dedicadas a funciones diversas. Una de ellas presenta unas características específicas, tanto por lo que se refiere a los elementos arquitectónicos como a los materiales arqueológicos, que han permitido relacionarlo con un taller artesanal destinado a la fundición de metales.

## Taller metalúrgico
En esta fundición se han documentado dos tipos de producción; Una dedicada a la fabricación de objetos de bronce-accesorios y apliques decorativos, de los que se han encontrado fragmentos de moldes y crisoles y a la refundición de piezas de bronce viejas y fragmentadas y otra destinada a la fabricación de objetos de hierro, básicamente herramientas de El Campo y enseres para la vivienda. En este mismo ámbito se ha localizado una canalización que estaría relacionada con el trabajo de fundición de metales que se desarrollaría en esta habitación.

## Centro de Interpretación
En julio de 2006 se inauguró el Centro de Interpretación del Camp de les Lloses, elemento de consolidación de un proyecto de largo recorrido que en 2008 obtuvo el 1% cultural del Ministerio de Fomento. En el Centro de Interpretación se expone el fondo arqueológico procedente del yacimiento y se explica el modus vivendi de sus pobladores. Está integrado en la Red de Museos Locales de la Diputación de Barcelona.

## Conclusiones
Lo que se ha excavado hasta ahora constata que no se trata de un simple asentamiento rural, sino de un centro donde se combinaban las actividades primarias de la economía con las de la producción metalúrgica y de mercado.
Ha aparecido en el lugar una notable cantidad de ases ibéricos y también de moneda fraccionaria, objetos de bronce, desde simples piezas de ornamentación personal a pies de lampadarios y restos de una estatua o pieza mayor, y también muchos objetos de hierro y cerámica campaniana gris, fina, pintada y otros, lo que da la idea de la importancia del yacimiento y de su relevancia como uno de los yacimientos más interesantes de esta época en la Cataluña interior y sobre todo un yacimiento rico de materiales que seguramente permitirá documentar la evolución de la tribu ibérica de los ausetanos en contacto con los elementos romanizadores ya presentes en la zona y también la política de intercambios entre los territorios del interior y la costa, como lo revela la variada procedencia de las monedas encontradas y de la cerámica y objetos hasta ahora estudiados.